# Bluffdale
Bluffdale je město v okresu Salt Lake County ve státě Utah ve Spojených státech amerických. K roku 2010 zde žilo 7 598 obyvatel. S celkovou rozlohou 42,6 km² byla hustota zalidnění 180 obyvatel na km².